# Carl Perkins
För andra betydelser, se Carl Perkins (olika betydelser).
Carl Lee Perkins, född 9 april 1932 i Tiptonville i Tennessee, död 19 januari 1998 i Jackson i Tennessee, var en amerikansk rockartist och sångare. 
Carl Perkins, en rockabillypionjär, introducerade under 1950-talet tillsammans med en annan betydande rock'n'roll-personlighet, Elvis Presley, en ny typ av sydstatsmusik, baserad på rhythm and blues och country. Både Perkins och Presley hade vid tidpunkten kontrakt med Sun Records. I december 1955 spelade Carl Perkins in låten "Blue Suede Shoes", som snabbt blev signaturmelodi för rockabillygenren. Eftersom den var full av "hot licks" och "hipster cool" gjorde Elvis Presley en cover på låten. Perkins originalversion var dock den första rock'n'roll-låten som samtidigt hamnade på pop-, country- och rhythm and blues-topplistorna.
Under en turné råkade Perkins den 21 mars 1956 oturligt ut för en bilolycka i Dover i Delaware och blev mycket svårt skadad. Efter tillfrisknandet återupptog Perkins sin karriär hos Sun Records och spelade senare samma år in de klassiska rockabillysångerna "Boppin' the Blues" och "Matchbox", samt medverkade under Million Dollar Quartet-sessionen.
Carl Perkins medverkade den 13 januari 1968 vid en Johnny Cash-konsert i Folsom State Prison som senare samma år gavs ut på livealbumet At Folsom Prison. Han medverkade även på livealbumet På Österåker med Johnny Cash. Albumet spelades in på Österåkeranstalten i Sverige den 3 oktober 1972.
Perkins' sista album Go Cat Go! gavs ut 1996 och på det medverkade flera av de största rockartisterna någonsin - både som sångare, musiker och medkompositörer till Perkins - så som Paul Simon, John Fogerty, Tom Petty, Bono, Paul McCartney, George Harrison, Ringo Starr, Johnny Cash, Jimi Hendrix och Willie Nelson. Tack vare att man dessutom fick tillstånd av Yoko Ono att använda sig av en liveinspelning av Perkins' Blue Suede Shoes med John Lennon är detta ett av fåtal album där samtliga fyra Beatlesmedlemmar medverkar efter gruppens upplösning (dock inte på samma låt).

## Diskografi (i urval)
Album
- Dance Album of Carl Perkins (1957)
- Whole Lotta Shakin' (1958)
- Boppin' the Blues (1970)
- My Kind of Country (1973)
- Ol' Blue Suede's Back (1978)
- Country Soul (1979)
- Disciple in Blue Suede Shoes (1984)
- Class of '55: Memphis Rock & Roll Homecoming (1986) (med Jerry Lee Lewis, Johnny Cash och Roy Orbison)
- Take Me Back  (1993)
- Go Cat Go! (1996)
- Turn Around (1998)

Singlar
- "Blue Suede Shoes" (1956)
- "Boppin' the Blues" (1956)
- "Dixie Fried" (1956)
- "Your True Love" (1957)
- "Pink Pedal Pushers" (1958)
- "Pointed Toe Shoes" (1959)
- "Country Boy's Dream" (1966)
- "Shine, Shine, Shine" (1967)
- "Restless" (1969)
- "Me Without You" (1971)
- "Cotton Top" (1971)
- "High on Love" (1972)
- "(Let's Get) Dixiefried" (1973)
- "Birth of Rock and Roll" (1986) (Class of '55)
- "Class of '55" (1987) (Class of '5)
- "Charlene" (1989)